# Kungsör
Kungsör ist eine Ortschaft (tätort) in der schwedischen Provinz Västmanlands län und Hauptort der gleichnamigen Gemeinde.

## Geschichte
Der Runenblock von Kungsör befindet sich in einem Park zwischen der Drottninggatan und der Åsgatan, südöstlich des Zentrums von Kungsör.
Kungsör entwickelte sich aus einem königlichen Gehöft, das Gustav Wasa anlegen ließ. Der Hof wurde zu einem der Favoritplätze von Karl XI. Dieser König wollte, dass sich die Siedlung zu einer Stadt entwickelt und sorgte für die Errichtung einer prachtvollen Kirche. Sein Sohn Karl XII. hatte dagegen andere Interessen und so erhielt der Ort nur den Status einer Minderstadt (köping).

## Persönlichkeiten
- Carl Gustaf Hellqvist (1851–1890), Maler
- Märtha Adlerstråhle (1868–1956), Tennisspielerin
- Hans Helander (* 1942), Philologe